# Kedron Barrett

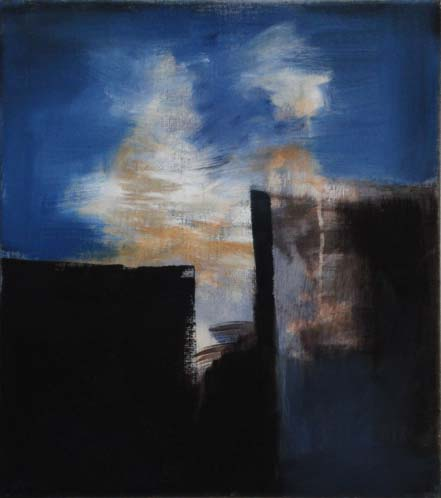
„Skyflower“, Öl/Leinwand

Kedron Barrett (* 1961 in New Hampshire) ist ein US-amerikanischer Maler.
Nach dem Abschluss der St. Paul’s School in Concord (New Hampshire, USA) studierte er Malerei und Architektur an der Yale-Universität. 1981 verbrachte er ein Studienjahr in Paris. 1983 kam Kedron Barrett mit einem postgradualen Stipendium der Yale-Universität nach Berlin, wo er bis heute lebt und arbeitet.
In zahlreichen Einzel- und Gruppenausstellungen, vor allem in Berlin, aber auch in Georgien, den Niederlanden und den USA wurden Barretts Werke gezeigt.
Barretts Malerei als Synthese zwischen nördlichen Stimmungen und mediterranen Einflüssen könnte als temporierter Expressionismus bezeichnet werden. In seinen gegenständlichen Kompositionen wird der Lichtführung eine zentrale Rolle eingeräumt. Besonders widmet er sich der Drucktechnik der Monotypie.

## Ausstellungen
- Kunsthalle Wittenhagen, Feldberger Seenlandschaft (2016)
- Galerie der Moderne, Berlin (2015)
- Ostsächsische Kunsthalle, Pulsnitz (2014)
- Galerie Ei, Berlin (2013)
- Galerie der Moderne, Berlin (2012, 2015)
- Galerie Jürgensen, Hamburg-Hoisdorf (2011)
- Galerie art-private-room, Berlin (2010)
- Städtisches Museum Eisenhüttenstadt (2009)
- Galerie Jürgensen, Hamburg-Hoisdorf (2007)
- GSG-Hauptquartier, Berlin (2005)
- Arnold Klein Gallery, Detroit, USA (2005, 2001)
- Brecht-Haus, Berlin (2003)
- Galerie Herschel, Berlin (2002)
- Galerie Mitte, Berlin (2000)
- BEWAG, Berlin (1999)
- Galerie Forum Seestraße, Berlin (1999)
- Am Neuen Palais, Potsdam (2003, 2001, 1998)
- Galerie Kugel / Rathaus Naunhof, Naunhof, (1998)
- Galerie Artificia, Berlin (1996)
- Clara 90, Berlin (1991, ’93, ’96)
- Schering Kunstverein / Lebendiges Museum, Berlin (1995)
- Wilmer, Cutler, & Pickering, Berlin (1994)
- Berliner Rathaus (1993)
- Galerie Frank Jauss, Hamburg (1993)
- Galerie Transit, Berlin (1989, ’91)
- Goethe-Institut Berlin (1985)
- A & A Gallery, New Haven, CT, USA (1983)